# 大岗李乡
大岗李乡，是中华人民共和国河南省開封市通许县下辖的一个乡镇级行政单位。

## 行政区划
大岗李乡下辖以下地区：
南岗村、大岗游村、铁佛寺村、杜庄村、三王村、任祥村、韩庄村、北岗村、小岗张村、小岗郭村、宋营村、任张村、游庄村、户岗村、苏刘庄村、吴召村、刘寸岗村、蒲口村、七宅村、田沈砦村、陈村、寇村、田刘庄村和王庄村。